# Jendrik Sigwart
Jendrik Sigwart, noto semplicemente come Jendrik (Amburgo, 27 agosto 1994), è un cantautore e polistrumentista tedesco.
Ha rappresentato la Germania all'Eurovision Song Contest 2021 con il brano I Don't Feel Hate.

## Biografia
Nato ad Amburgo, ha iniziato a muovere i passi nel mondo musicale imparando a suonare il pianoforte e il violino da adolescente. Ha studiato musica per quattro anni presso l'Università di scienze applicate di Osnabrück. Durante i suoi studi, è apparso  in vari musical tra cui My Fair Lady, Hairspray e Peter Pan. Successivamente ha aperto un proprio canale YouTube, dove ha pubblicato Dibdibidi, brano scritto e autoprodotto dallo stesso Jendrik accompagnato dall'ukulele. Nel dicembre 2020 ha preso parte ad un concerto di beneficenza per i rifugiati al campo profughi di Moria.
Il 6 febbraio 2021 è stato confermato che l'emittente radiotelevisiva tedesca NDR ha selezionato internamente Sigwart per rappresentare la Germania all'Eurovision Song Contest 2021 a Rotterdam, nei Paesi Bassi. Il suo brano eurovisivo, I Don't Feel Hate, anticipato da una mini-rubrica di dieci parti sulla piattaforma TikTok, è stato presentato il 25 febbraio 2021. Nel maggio successivo, Jendrik si è esibito nella finale eurovisiva, dove si è piazzato al 25º posto su 26 partecipanti con 3 punti totalizzati.

### Vita privata
È apertamente omosessuale e vive ad Amburgo con il fidanzato Jan.

## Discografia

### EP
- 2024 – The Gonna End Up Somewhere Anyway
- 2024 – The Little Summer Morning Live Band Aid
- 2024 – The Acoustic Birthday ExP
- 2024 – The Never Ending Fall
- 2024 – The German Winter ExP

### Singoli
- 2016 – Dibdibidi
- 2021 – I Don't Feel Hate
- 2024 – I Can't Explain It I ♡ U
- 2024 – Stronger From It
- 2024 – Parallel Dimension
- 2024 – How to Stay Optimistic?
- 2024 – The Neighbour Song
- 2024 – Interview with a Ghost